# Mermez
Le mermez est un plat en sauce traditionnel de l’est de l’Algérie et de la Tunisie. Il est à base de viande, d'oignons et de pois chiches.